# Кривощёков, Иван Яковлевич
Ива́н Я́ковлевич Кривощёков (19 августа 1854 год, Кудымкар, Российская империя — 28 сентября 1916 года, Пермь, Российская империя) — географ и картограф Пермской губернии, действительный член Императорского русского географического общества.

## Биография

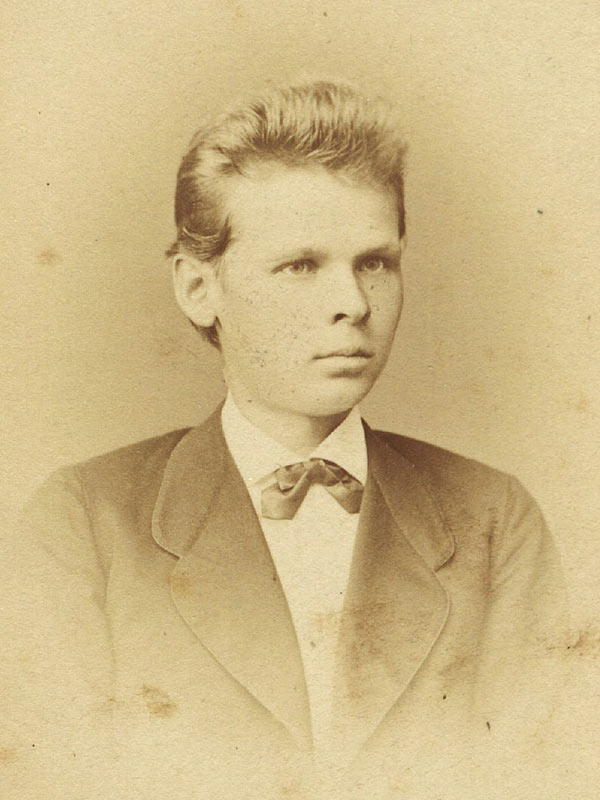
И.Я.Кривощеков, г.Пермь, 1874 г.

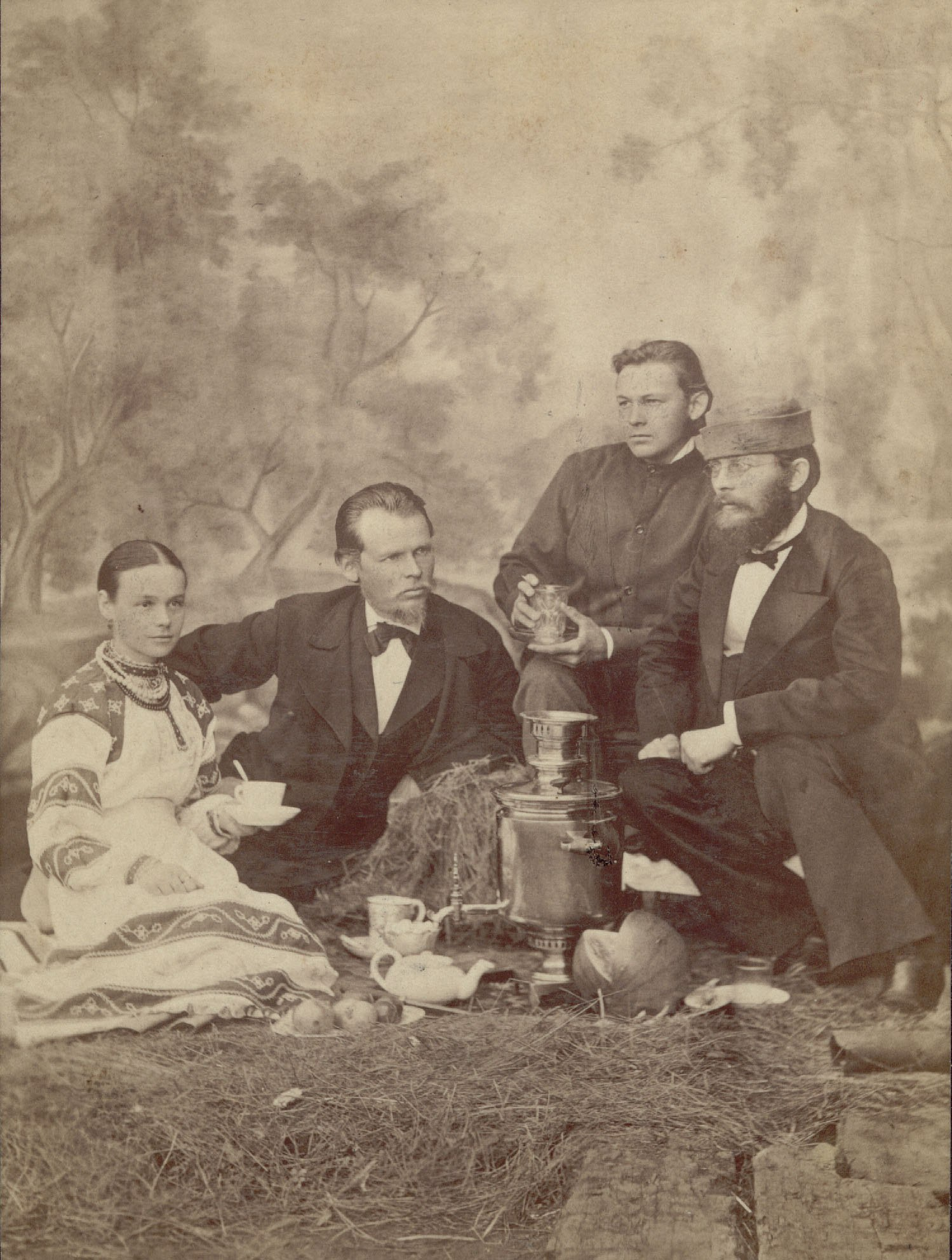
Братья Кривощёковы Николай и Дмитрий, Иван с супругой, 1885 г.

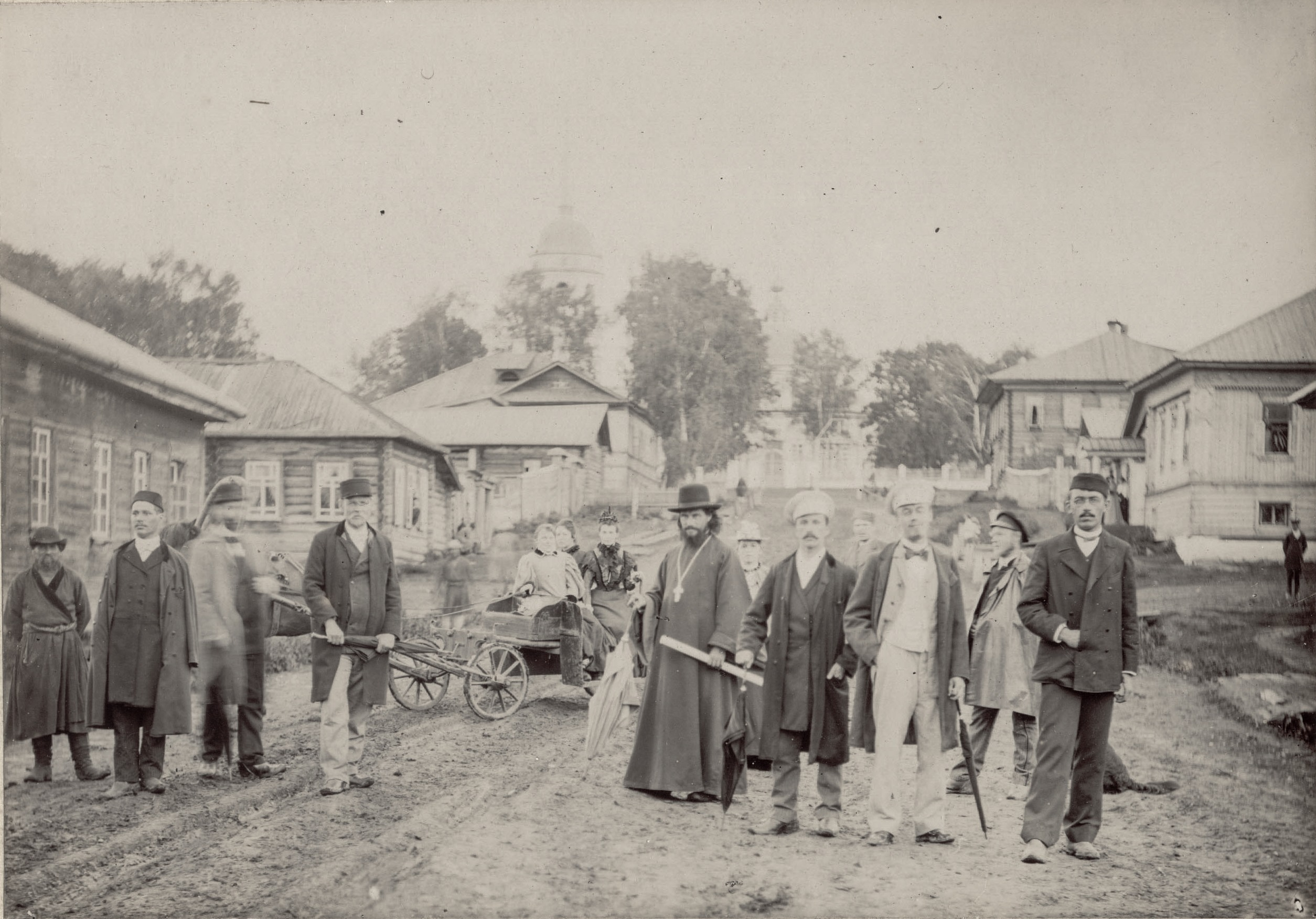
Кудымкар, И.Я. Кривощеков – 4-й слева, 1897

Иван родился 19 августа 1854 году в семье коми-пермяков крепостных графини Н. П. Строгановой. Первой его учительницей была П.П. Федосеева. В 1864 году Иван был определен отцом в мужское училище, содержавшееся на средства помещицы. После двух лет продолжил обучение в селе Усолье Соликамского уезда в усольском училище, которое содержалось на средства Строгановых, Голицына, Всеволожских и других владельцев соляных промыслов и имело повышенную программу. В нем были младший класс, затем первый класс с двухлетним курсом, и наконец, второй класс с однолетним курсом. Любимыми предметами Ивана Кривощекова были история и география, геометрия и черчение. По окончании Усольского училища был направлен в Московскую земледельческую школу, где учился в подготовительном, затем и в специальных классах, и окончил в 1872 году.
По окончании Московской земледельческой школы вернулся домой, в Кудымкар, где выяснилось, что помещице нужны были не агрономы, а специалисты по лесному хозяйству. В 1872-1874 годах учился у крупного специалиста лесного дела А.Е. Теплоухова. Как бывший стипендиат Строгановых, в порядке "отработки" стипендии, И.Я.Кривощеков с ноября 1872 года был определен в Пермское имение на должность практиканта по лесному хозяйству. Лесная практика молодого агронома началась в Кувинском заводе. В 1873 году Кривощекова перевели в Ильинский лесной округ. Там он пробыл всего месяц и был переведен в Добрянский завод.
Воинскую повинность отбывал в Петербурге, в гвардии, по окончании срока военной службы вернулся вновь в имении Строгановых.
В течение 25 лет лесничий Пермского имения Строгановых.
С выходом на пенсию в 1907 году работал в земских учреждениях, в 1909—1916 — в Перми.
Умер 16 сентября 1916 года и был похоронен на Егошихинском кладбище в Перми.

## Память
В 1972 году память И. Я. Кривощекова была увековечена мемориальной доской на здании одного из корпусов Пермского государственного университета, в открытии которого он принимал участие.

## Вклад в науку
Саженцы, привезённые им из питомника Казанской земледельческой школы осенью 1892 года, основали первый парк в Кудымкаре.
Главным делом жизни И. Я. Кривощекова было составление географических карт Пермской губернии. Ему принадлежит составление карт Соликамского (1895), Пермского (1909), Чердынского (1915—1916) и других уездов.
Благодаря археологической деятельности Ивана Яковлевича были изучены чудские городища: возле села Юксеевское, Бородского кургана, на реке Туе возле деревни Меркутовой, в деревне Вяткиной, на реке Косьве в деревени Тысяцковой, на реке Лысьва, у деревни Плесо, Лолог, Иванчино.

## Награды
Достижения Ивана Яковлевича были неоднократно отмечены:
- 1887 — бронзовая медаль на Сибирско-Уральской научно-промышленной выставки в г. Екатеринбурге за первое издание «Карта Пермской губернии»;
- 1908 — член Русского географического общества;
- 1910 — почетный член УОЛЕ;
- 1913 — серебряная медаль имени П. П. Семёнова-Тян-Шанского за второе издание «Карта Пермской губернии».

## Публикации
Архив И. Я. Кривощекова сохранился частично в Коми-Пермяцком окружном краеведческом музее, карты в библиотеке Пермского педагогического университета. Иван Яковлевич успел опубликовать около 30 печатных работ, помимо географических карт:
- Кривощёков И. Я. Письма И.Я. Кривощекова Ф.А. Теплоухову (1886-1888)//К.В.Ванюшева «Даже я начинаю втягиваться в археологический вкус»;
- Кривощёков И. Я. Материалы для истории села Кудымкора Соликамского уезда Пермской губернии.- Пермь, 1894;
- Кривощёков И. Я. Указатель к карте Соликамского уезда Пермской губернии // Записки УОЛЕ. Екатеринбург, 1897. Т. ХVII Вып. 2;
- Кривощёков И. Я. Летопись села Кудымкара. Хронологические записи до 1897 года;
- Кривощёков И. Я. Географический очерк Пермской губернии.- Пермь, 1904;
- Кривощёков И. Я. К вопросу об исчезновении Камской чуди // Труды ПУАК. - Пермь, 1904. Вып.7;
- Кривощёков И. Я. Словарь Верхотурского уезда Пермской губернии.- Пермь, 1910
- Кривощёков И. Я. Маршруты // Иллюстрированный путеводитель по реке Каме и по р. Вишере с Колвой. - Пермь, 1911;
- Кривощёков И. Я. Пермь Великая, ее живая старина и вещественные памятники: (Археологическо-этнографические заметки по Чердынскому уезды с картой) // Материалы по изучению Пермского края. Пермь, 1911. Вып. 4;
- Кривощёков И. Я. Прикамье и значение для него высшей школы.- Пермь, 1911
- Кривощёков И. Я. Река Кама как водный путь.- Пермь, 1914
- Кривощёков И. Я. Словарь географическо-статистический Чердынского уезда Пермской губернии.- Пермь, 1914
- Кривощёков И. Я. Река Кама как водный путь. Серия П. Ист.-стат. таблицы о развитии добычи полезных ископаемых и обработке их в районе бассейна р. Камы с 1430 г. (С прилож. карты бассейна р. Камы). Пермь, 1915;
- Кривощёков И. Я. Сообщение о работе по составлению свода исторического материала "Перми, Югры, Печоры и Булгар" как географической области. Пермь, 1915;
- Кривощёков И. Я.  Древние «Пермь, Югра и Печора» в их историческом прошлом до эпохи великих реформ императора Александра II-го: (крат. хронолог. перечень событий) // Известия Пермского епархиального церковно-археологического общества. Пермь, 1917. Вып. 2. С. 85.
- Кривощёков И. Я. Автобиография инородца-коми И. Я. К. // Наш край: (Материалы для изучения). Пермь, 1966. Вып. 2.